# 阿巴扎
阿巴扎是位于俄罗斯哈卡斯共和国阿巴坎河畔的一个镇，位于共和国首府阿巴坎以南144公里，2005年时人口约1.8万。该地于1856年建立。